# Stenocorus minutus
Stenocorus minutus är en skalbaggsart som först beskrevs av Friedrich-August von Gebler 1841.  Stenocorus minutus ingår i släktet Stenocorus och familjen långhorningar.
Artens utbredningsområde är Kazakstan. Inga underarter finns listade i Catalogue of Life.